# Desa Alang-alang
Desa Alang-alang är en administrativ by i Indonesien.   Den ligger i provinsen Jawa Timur, i den västra delen av landet, 700 km öster om huvudstaden Jakarta. Desa Alang-alang ligger på ön Madura.